# Scoparia tricolor
Scoparia tricolor là một loài bướm đêm trong họ Crambidae.